# Ceratoneura pallida
Ceratoneura pallida är en stekelart som beskrevs av William Harris Ashmead 1894. Ceratoneura pallida ingår i släktet Ceratoneura och familjen finglanssteklar.
Artens utbredningsområde är:
- Bolivia.
- Costa Rica.

Inga underarter finns listade i Catalogue of Life.